# Tadano Makuzu
Tadano Makuzu est un nom japonais traditionnel ; le nom de famille (ou le nom d'école), Tadano, précède donc le prénom (ou le nom d'artiste).
Tadano Makuzu (只野 真葛), 1763 - 10 août 1825, fille d'un médecin d'Edo, a écrit des commentaires remarquables et prémonitoire sur les problèmes sociaux et politiques du Japon.

## Jeunesse
Tadano Makuzu naît en 1763 avec le nom Kudō Ayako, fille ainée de Kudō Heisuke, médecin de la fin du XVIIIe siècle représentant le domaine de Sendai à Edo (de nos jours Tokyo). À l'âge de treize ans, Heisuke est adopté par Kudō Jōan, médecin de Date Yoshimura, daimyo à la retraite de Sendai. En 1754, Heisuke, alors âgé d'une vingtaine d'années, hérite de la situation de médecin de son père. Plus Heisuke avance en âge, plus il est connu pour son hospitalité sans préjugés. Il a des invités de toutes les différentes classes, y compris des « savants, de poètes, des acteurs et... même des joueurs » (Gramlich-Oka, 2001: 3-4). En plus de son hospitalité, Kudō Heisuke est généralement révéré pour sa profonde connaissance de la Russie. En raison de sa connaissance étendue des affaires russes, Heisuke fait connaissance du « cercle de Rangakusha » (Gramlich-Oka, 2001: 3-4). 

### Formation politique
Heisuke sait que le Japon a besoin d'élargir sa base de connaissances sur les méthodes des autres pays avant même que les États-Unis d'Amérique n'obligent le Japon à ouvrir ses portes (Timperley, 1942: 346). En tant que personnalité révolutionnaire, Kudō Heisuke fait aussi partie d'un petit groupe constitué d'anti-isolationnistes de la fin du shogunat Tokugawa. Ce groupe est composé « de personnalités comme Hayashi (Rin) Shihei, Honda Rimei, Hirayama Kozo, Sato Shinen, Sanai Hashimoto et Yoshida Shoin » qui partagent le même point de vue relatif à l'expansion de l'empire japonais (Conroy, 1951: 33). Cependant, une de leurs préoccupations les plus importantes est de protéger le Japon de la Russie (Conroy, 1951: 33).
Heisuke est l'un des grands esprits qui a des connaissances sur la façon de tenter de protéger le Japon de la Russie. Au XVIIIe siècle, Heisuke estime que l'établissement de relations commerciales avec la Russie est inévitable, mais il est également conscient qu'avoir une telle relation avec la Russie se révélera bénéfique au Japon à bien des égards. De cette relation, le Japon pourra acquérir des connaissances du monde en dehors du Japon sur la façon de s'améliorer lui-même, tout en acquérant des connaissances sur la façon de se préparer pour quand la Russie en viendra au conflit (Timperley, 1942: 346). De son vivant, Heisuke publie aussi un livre intitulé Akaezo fūsetsu kō, c'est-à-dire « Rapport sur la Terre des Aïnous rouges » (i.e. Russie) dans lequel Heisuke aborde une rumeur de l'époque sur des projets de la Russie de lancer des raids sur Ezo (ancien nom de Hokkaidō). Par mesure de précaution, Heisuke conseille que le Japon commence à développer et coloniser Ezo afin d'interdire l'expansion russe dans l'île. En réponse aux conseils de Heisuke, Tanuma Okitsugu, un membre des rōjū, tente de commencer la colonisation d'Ezo mais est démis de ses fonctions en 1786 et la politique de développement d'Ezo cesse (Gramlich-Oka, 2001: 4-5). Le renvoi de Tanuma affecte également Makuzu.
Élevée à Sukiyachō dans le quartier Nihonbashi d'Edo, Makuzu a une enfance privilégiée et en raison de l'engagement de son père, est exposée à beaucoup plus de choses qu'une jeune fille japonaise ordinaire. À l'âge de seize ans, Makuzu quitte sa maison et « entre au service de la princesse Akiko, fille de Date Shigemura » (Gramlich-Oka, 2001: 4-5). Pendant son temps au service de la princesse Akiko, celle-ci intègre par mariage « la famille Ii du domaine de Hikone » (Gramlich-Oka, 2001: 4-5). Fidèle à sa maîtresse, Makuzu suit Akiko à la résidence des Ii à Edo. En 1787, à l'âge de vingt-cinq ans, Makuzu quitte ce service et retourne chez ses parents (Gramlich-Oka, 2001: 5-6).

## Mariage et famille
À la suite de la déposition de Tanuma de ses fonctions, les plans de Kudō Heisuke pour trouver un partenaire de mariage pour Makuzu commencent à s’effriter. Cependant, en 1787, à l'âge de vingt-cinq ans, Makuzu épouse un obligé de la famille Sakai du domaine de Tsuruoka qui se trouve être beaucoup plus âgé qu'elle. Durant son mariage, Makuzu devient à ce point malheureuse qu'elle est renvoyée chez ses parents. Au cours des deux années qui suivent, Makuzu connaît une série d'événements douloureux parmi lesquels les décès de sa grand-mère, de son frère, de ses trois sœurs et de sa mère. Après la période de deuil, son père Heisuke, qui s'est remarié entretemps, est en mesure de trouver à Makuzu un deuxième mari du nom de Tadano Iga Tsurayoshi. Iga, déjà marié auparavant, est un obligé de haut rang du clan Date. En 1797, Makuzu épouse Iga et s'installe au domaine de Sendai, domaine dont Makuzu est originaire. Pourtant, étonnamment, même s'ils sont mariés pendant quinze ans, Iga n'est autorisé à venir à Sendai que seize fois pour voir Makuzu. En 1800, Heisuke meurt de maladie en laissant la pression de la poursuite du nom de famille Kudō sur le dernier fils, Genshirō. Sept ans plus tard cependant, Genshirō meurt lui aussi. Pour tenter de continuer le nom Kudō, un cousin est adopté comme successeur. Bien que le nom Kudō se poursuit à travers le successeur, le cousin « vend tout dans le ménage » pour rembourser les dettes. Inutile de dire combien Makuzu trouve les décisions inconsidérées du cousin totalement bouleversantes (Gramlich-Oka, 2001: 6-8).

## Éducation et carrière
L'éducation qu'a reçue Makuzu lui permet de produire un certain nombre d'œuvres dans sa vie. En raison de sa réputation de critique littéraire et d'études confucéennes , « Makuzu [est] souvent considérée comme appartenant à l'école nativiste » (Gramlich-Oka, 2001: 2). Les érudits décrivent l'éducation de Makuzu comme un « apprentissage fondé sur l'expérience» (Gramlich-Oka, 2001: 2). Kada no Tamiko, premier professeur formel de Makuzu, « lui apprend à lire et écrire dans le style des classiques de l'époque de Heian tels que le Kokinshū et l'Ise monogatari » (Gramlich-Oka, 2001: 13). Makuzu est ensuite formée à la poésie wabun en laquelle elle devient une poétesse très populaire dont l'influence s'étend jusqu'à Edo. Puis, à l'âge de quarante-cinq ans, Makuzu écrit Mukashibanashi, l’œuvre pour laquelle elle est surtout connue de nos jours. Dans le Mukashibanashi, Makuzu essaie de « fournir un souvenir de [sa] mère pour sa sœur Teruko qui était encore enfant lorsque leur mère est morte » et de « faire connaître le nom de son père au monde » (Gramlich-Oka, 2001: 8-13). Six ans après avoir entamé Mukashibanashi, Makuzu s'attelle à son projet suivant, Hitori kangae dans lequel elle expose ses « vues souvent non conventionnelles sur des questions allant de la source des problèmes économiques de la classe des guerriers aux relations entre les hommes et les femmes » (Gramlich-Oka, 2001: 9 et Tadano, 2001b: 173).

### Livres
- Gramlich-Oka, Bettina. (2006). Thinking like a man: Tadano Makuzu (1763-1825). Leiden : Éditions Brill.  (ISBN 978-90-04-15208-3); OCLC 67346291

### Articles
- Conroy, Hilary. Government versus 'Patriot': The Background of Japan's Asiatic Expansion. The Pacific Historical Review  20: 1 (février 1951) : 31-42.
- Gramlich-Oka, Bettina. Tadano Makuzu and Her Hitori Kangae. Monumenta Nipponica  56: 1 (printemps 2001) : 1-20.
- Tadano Makuzu; Janet R. Goodwin; Bettina Gramlich-Oka; Elizabeth A. Leicester; Yuki Terazawa; Anne Walthall. Solitary Thoughts: A Translation of Tadano Makuzu's Hitori Kangae. Monumenta Nipponica  56: 1 (printemps 2001): 21-38.
- Tadano Makuzu; Janet R. Goodwin; Bettina Gramlich-Oka; Elizabeth A. Leicester; Yuki Terazawa; Anne Walthall. Solitary Thoughts: A Translation of Tadano Makuzu's Hitori Kangae. Monumenta Nipponica  56: 2 (été 2001): 173-195.
- Timperley, H. J. 1942. Yoshida Shoin Martyred Prophet of Japanese Expansionism. The Far Eastern Quarterly  1: 4 (août 1942) : 337-347.

## Source de la traduction
- (en) Cet article est partiellement ou en totalité issu de l’article de Wikipédia en anglais intitulé « Tadano Makuzu » (voir la liste des auteurs).